# Anna Hoffmann (Skispringerin)
Anna Hoffmann (geboren am 28. März 2000 in Madison, Wisconsin) ist eine US-amerikanische Skispringerin.

## Herkunft und Laufbahn
Hoffmann stammt aus Madison im US-amerikanischen Bundesstaat Wisconsin und hat drei ältere Geschwister. Das Skifahren und Skispringen lernte sie beim Blackhawk Ski Club.
Anna Hoffmann trat im September 2016 im FIS Cup zum ersten Mal bei internationalen Wettbewerben in Erscheinung und gab am 16. Dezember 2016 im norwegischen Notodden ihr Debüt im Skisprung-Continental-Cup im Rahmen der Saison 2016/17. In den beiden Einzelspringen von Notodden erreichte sie den 42. beziehungsweise 38. Platz. Bei den Nordischen Junioren-Skiweltmeisterschaften 2017 in Park City schied sie in beiden Wettbewerben, an denen sie teilnahm, im ersten Durchgang aus. Dabei belegte sie im Einzelspringen von der Normalschanze den 41. und im Mixed-Team-Springen ebenfalls von der Normalschanze den zwölften Platz. Neben ihr gehörten Trevor Edlund, Samantha Macuga und Casey Larson dem US-amerikanischen Team an.
Im Dezember 2017 gewann sie – abermals in Notodden – ihre ersten Wertungspunkte im Continental Cup. Am 26. Januar 2018 versuchte sie sich im slowenischen Ljubno erstmals an der Qualifikation für einen Wettbewerb im Skisprung-Weltcup, die sie mit dem 49. Platz aber verpasste. Bei den Nordischen Junioren-Skiweltmeisterschaften 2018 in Kandersteg wurde sie 51. im Einzelspringen von der Normalschanze. Im Continental Cup belegte sie am Ende der Saison 2017/18 den 66. Rang. Auch an den Junioren-Skiweltmeisterschaften 2019 in Lahti nahm sie teil. Im Einzel wurde sie 39., im Teamspringen an der Seite von Samantha Macuga, Paige Jones und Annika Belshaw Elfte. Im Continental Cup der Saison 2018/19 erreichte sie den 53. Gesamtrang. Ein 18. Platz in Notodden war ihr bestes Resultat.
Im Sommer 2019 debütierte Hoffmann in Frenštát pod Radhoštěm im Skisprung-Grand-Prix mit einem 32. Platz. Im Continental Cup 2019/20 erreichte sie den 83. Platz in der Gesamtwertung, wobei sie in dieser Saison nur bei Wettkämpfen im Sommer startete. Zudem nahm sie im März 2020 an ihren dritten Junioren-Skiweltmeisterschaften, nämlich den Nordischen Junioren-Skiweltmeisterschaften 2020 in Oberwiesenthal, teil. Im Einzelspringen von der Normalschanze belegte sie den 51. Rang. Im Mixed-Team-Springen erzielte sie zusammen mit Decker Dean, Paige Jones und Andrew Urlaub den elften Rang. Damit schied sie wie schon 2017 in Park City und 2019 in Lahti in beiden Wettkämpfen, an denen sie teilnahm, im ersten Durchgang aus.
Am 23. Januar 2021 nahm sie in der Saison 2020/21 in Ljubno gemeinsam mit Logan Sankey, Annika Belshaw und Paige Jones an einem Teamspringen und damit erstmals einem Wettbewerb im Skisprung-Weltcup teil. Das Quartett erreichte den zwölften Platz. Zudem startete sie bei den Nordischen Skiweltmeisterschaften 2021 in Oberstdorf. Hier scheiterte sie sowohl im Einzelspringen von der Normal- als auch von der Großschanze an der Qualifikation für den Wettbewerb. Im Teamspringen wurde sie Zehnte mit demselben Team, das auch schon in Ljubno angetreten war. Bei den Olympischen Winterspielen 2022 in Peking wurde sie im Einzelwettbewerb von der Normalschanze 37.

## Statistik

### Continental-Cup-Platzierungen
| Saison  | Sommer | Sommer | Winter | Winter | Gesamt | Gesamt |
| Saison  | Platz  | Punkte | Platz  | Punkte | Platz  | Punkte |
| ------- | ------ | ------ | ------ | ------ | ------ | ------ |
| 2017/18 | —      | —      | 046.   | 0019   | 066.   | 0019   |
| 2018/19 | —      | —      | 043.   | 0023   | 053.   | 0023   |
| 2019/20 | 060.   | 0021   | —      | —      | 083.   | 0021   |